# 테브라우 시티

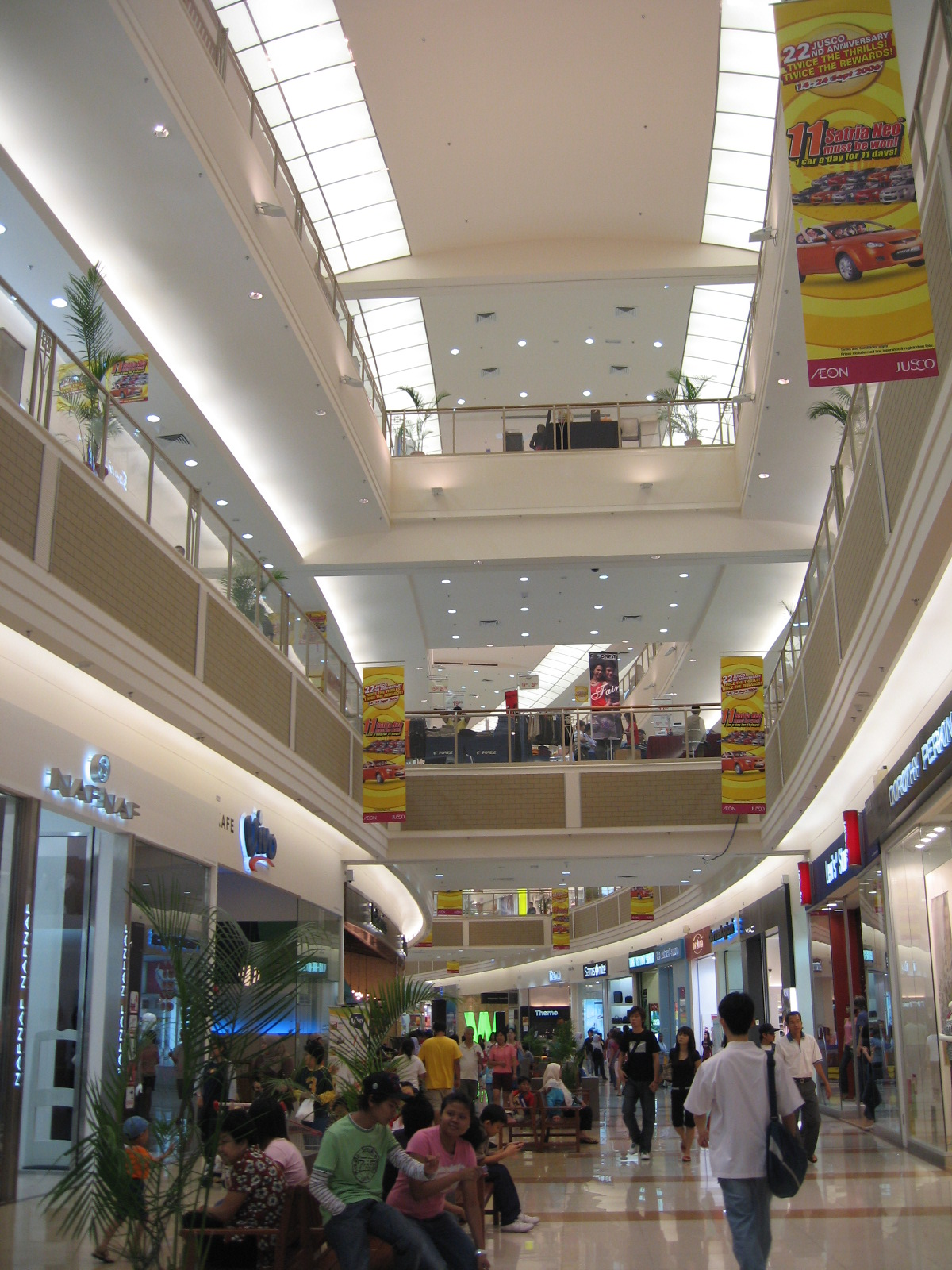
테브라우 시티

테브라우 시티(Tebrau City)는 말레이시아 조호르바루에 위치한 쇼핑 센터이다. JUSCO를 중심으로 188개의 전문점이 있다. 2006년 1월 12일 개장하였다.